# Nelson Rivas
Nelson Enrique Rivas López (* 25. März 1983 in Pradera, Valle del Cauca, Kolumbien) ist ein ehemaliger kolumbianischer Fußballspieler. Er spielte auf der Position des Innenverteidigers.

## Karriere

### Im Verein

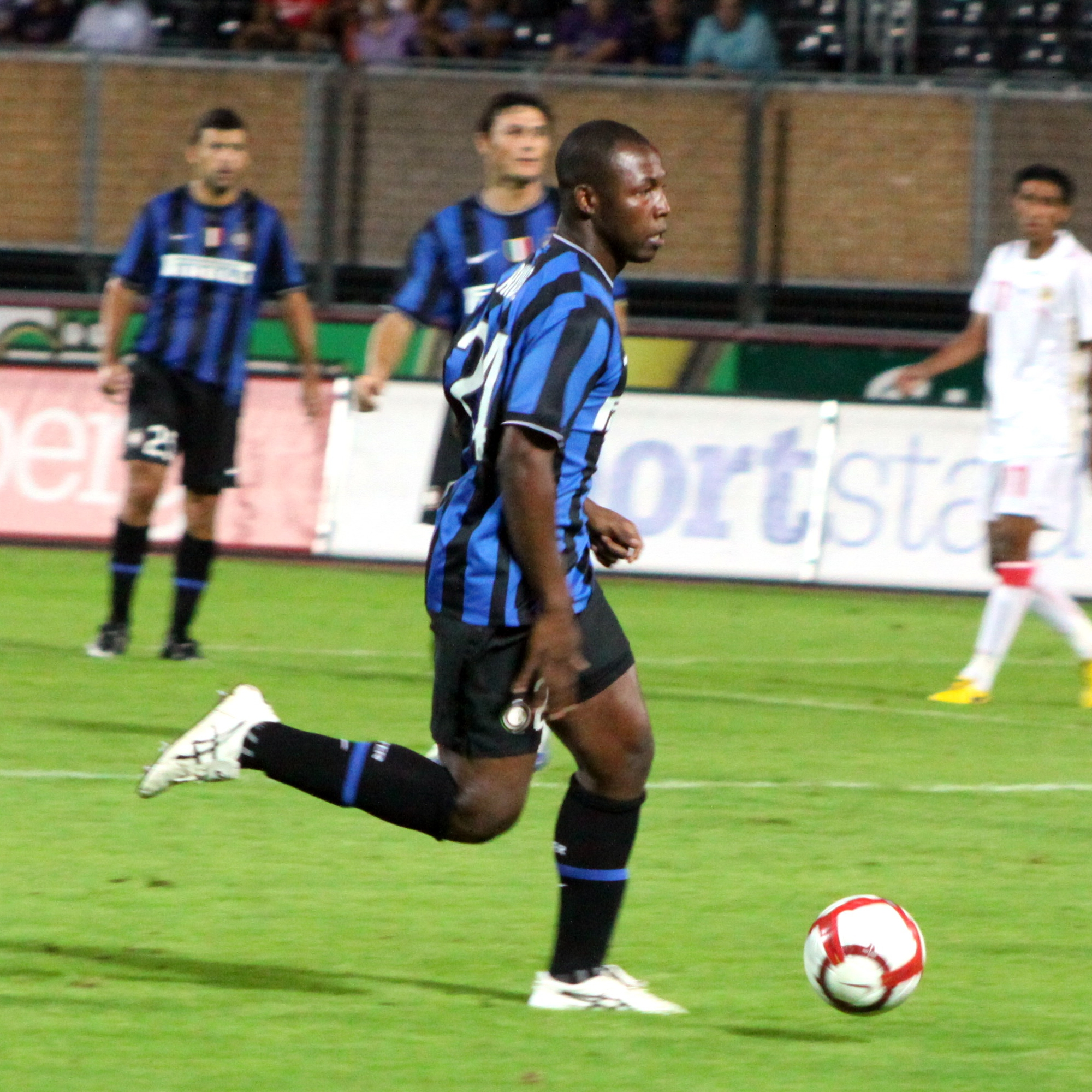
Rivas im Einsatz für Inter (2009)

Nelson Rivas begann 2002 seine Karriere bei Deportivo Pasto in seinem Heimatland Kolumbien. Er war zunächst ein Wandervogel und wechselte zwischen 2002 und 2007 viermal den Verein, bis ihn der italienische Traditionsverein Inter Mailand verpflichtete. Er spielte unter anderem für seine Heimatvereine Deportivo Cali, Deportes Tolima, danach erneut für Deportivo Cali, ehe er zum argentinischen Großklub River Plate wechselte. Dort zeigte er gute Leistungen, weshalb er von Inter verpflichtet wurde. Mit den Mailändern gewann er 2008 die italienische Meisterschaft und den italienischen Supercup. Am 4. Oktober 2008 verletzte er sich im Spiele gegen den FC Bologna schwer und fiel bis zum Ende des Jahres aus.
Zu Beginn der Saison 2009/10 wurde Rivas für ein Jahr zum AS Livorno verliehen. Nachdem Rivas in der neuen Saison kaum Einsätze in der Liga absolviert hatte, wurde er im Januar 2011 für ein halbes Jahr an Dnipro Dnipropetrowsk ausgeliehen.
Am 31. August 2011 wurde der Vertrag zwischen Inter und Rivas, dessen Laufzeit auf Juni 2012 datiert gewesen war, mit beiderseitigem Einverständnis aufgelöst.
Rivas unterzeichnete einen neuen Vertrag bei Montreal Impact und spielte ab der Saison 2012 in der Major League Soccer, wo er elfmal zum Einsatz kam. Gegen Ende der Saison verletzte er sich am linken Knie und musste sich einer Operation unterziehen. Die Rehabilitation verlief sehr schlecht, sodass Rivas in der Saison 2013 kein Spiel absolvieren konnte. Nach weiteren Rückschlägen im Heilungsprozess lösten Rivas und Montreal Impact im Februar 2014 den Vertrag in beidseitigem Einverständnis auf.
2015 beendete Rivas seine Karriere in seiner Heimat bei Dépor FC.

## Erfolge/Titel
- Kolumbianischer Meister: 2003, 2005
- Italienischer Supercupsieger: 2008, 2010
- Italienischer Meister: 2008, 2009

## Sonstiges
Nelson Rivas wird aufgrund seiner Größe, seinem Auftreten und seiner Stärke in Anlehnung an den Boxer Mike Tyson „Tyson“ genannt.